# Jovan Ristić
Pour les articles homonymes, voir Ristic.
Jovan Ristić (en serbe cyrillique : Јован Ристић), né le 16 janvier 1831 à Kragujevac et mort le 4 septembre 1899 à Belgrade, était un diplomate et un homme politique serbe. Il fut plusieurs fois Premier ministre de son pays.

## Biographie
Né dans une famille pauvre de Kragujevac en 1831, Jovan Ristić commença ses études à Belgrade où il s'engagea dans une association politique étudiante. Il part ensuite à Berlin, à Heidelberg où il reçut un doctorat en droit en 1852 et à Paris. 
En 1861, il fut envoyé comme diplomate à İstanbul. Il participa aux négociations qui aboutirent au retrait des troupes turques de Serbie en 1867. À son retour à Belgrade, le prince Michel III Obrenović lui proposa un poste ministériel qui en aurait fait son bras droit ; mais Ristić, jugeant le prince trop réactionnaire, déclina l’offre. Dès cette époque, Ristić fut considéré comme l’un des principaux chefs du Parti libéral. 
En 1868, après l’assassinat du prince Michel, il fit partie du conseil de régence qui gouvernait pour le jeune prince Milan IV, et le seul membre à avoir une vision politique. Son modèle politique de l'époque est la Prusse, où la direction était assurée par un ministre-président. Il aspire à réunir les peuples serbes en un État, comme l'Italie et l'Allemagne le réalisaient à cette époque. Il fut un des principaux artisans de la première Constitution serbe qui fut promulguée le 2 janvier 1869. Durant la régence, il renforça les pouvoirs de l'État et limita la liberté de la presse, tout en menant une politique étrangère destinée à rendre la Serbie indépendante de l'Autriche-Hongrie comme de la Russie.
En 1872, quand le prince Milan atteignit sa majorité, Ristić devint Ministre des Affaires étrangères. Le 5 avril 1873, il fut nommé Premier ministre mais démissionna en novembre de la même année. 
En 1875, puis de 1876 à 1878, Jovan Ristić fut Ministre des Affaires étrangères. À ce poste, il se montra partisan d’une politique d’expansion ; selon lui, la Serbie devait devenir le centre d’un puissant État regroupant les Slaves du Sud. À ce poste, il fut le grand artisan de deux guerres entre les Serbes et les Turcs.
En 1876, une première guerre s’était soldée par une victoire ottomane. Le 12 décembre 1877, la Serbie entre une nouvelle fois en guerre contre l’Empire ottoman, mais cette fois aux côtés de la Russie. Cette guerre se conclut par une victoire des Russes, des Serbes et des Roumains coalisés. Le 13 juin 1878, un Congrès fut réuni à Berlin, dans lequel  Jovan Ristić représenta la Serbie. Aux termes du Traité signé le 13 juillet 1878, la Serbie étendit son territoire et obtint son indépendance totale vis-à-vis de la Sublime Porte. 
Le 13 octobre 1878,  Ristić devint à nouveau Premier ministre. En revanche, il refusa de signer un accord commercial avec l’Autriche-Hongrie, accord qui, selon lui, allait mettre la Serbie en situation de dépendance vis-à-vis de son puissant voisin ; pour cette raison, il dut démissionner (2 novembre 1880). 
En 1882, le prince Milan devint roi de Serbie sous le nom de Milan Ier. 
Le 13 juin 1887, le roi  Milan Ier, inquiet de l’attitude des socialistes du Parti radical, rappela Ristić qui forma un cabinet de coalition. Il resta Premier ministre jusqu’au 1er janvier 1888.
Le 3 janvier 1889, une nouvelle Constitution, plus libérale que celle de 1869, est adoptée. Mais le 6 mars, le roi Milan Ier abdiqua en faveur de son fils, le jeune prince Alexandre. Jovan Ristić devint le président du Conseil de régence et il autorisa la formation d’un cabinet radical.
Cependant, en 1892, Ristić appela au pouvoir le Parti libéral, dont il avait toujours été proche. Cette décision provoqua un vif mécontentement dans la population. Le 13 avril 1893, le jeune roi Alexandre Ier, par un coup d’État, décida de régner pleinement avant sa majorité ; il démit les régents, renvoya le gouvernement et rappela les Radicaux. Ristić fut ainsi écarté du pouvoir.  
Il mourut à Belgrade le 4 septembre 1899.